# Décembre 1817
Cette page présente les faits marquants du mois de décembre 1817.

## Événements

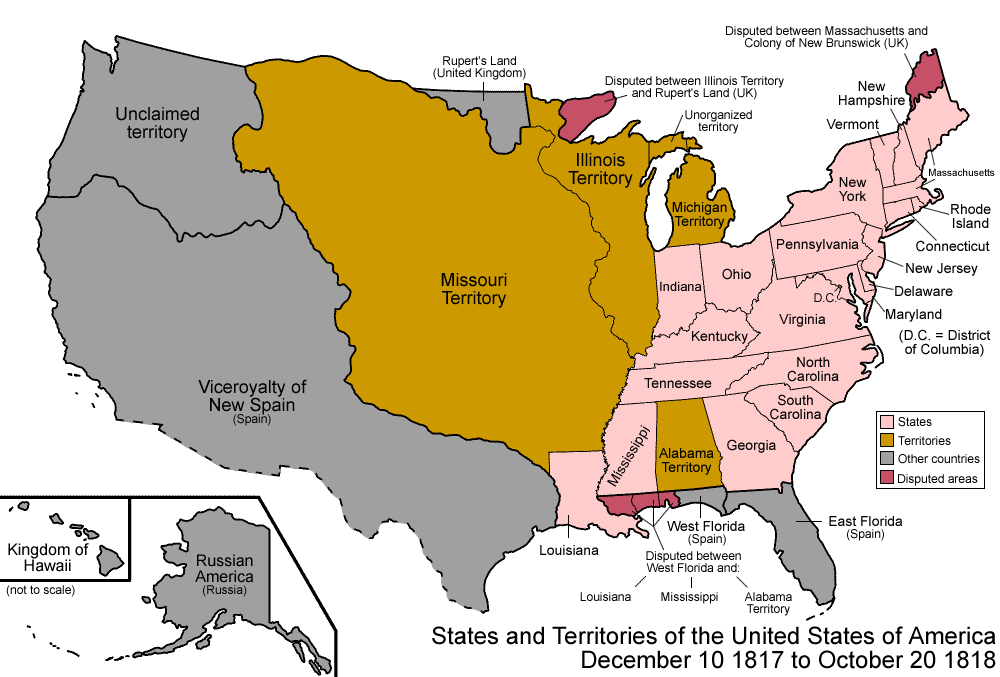
10 décembre 1817 - 20 octobre 1818

- 10 décembre : le Territoire du Mississippi devient le 20e État, le Mississippi[1].

- 26 décembre, États-Unis : le général Andrew Jackson prend les commandes de la guerre contre les Séminoles, avec l’autorisation de les poursuivre en Floride. Il profite de l’occasion pour prendre ce territoire à l’Espagne[2].

## Naissances
- 7 décembre : William Allen Miller (mort en 1870), chimiste britannique.
- 19 décembre : Heinrich Fischer (mort en 1886), zoologiste et minéralogiste allemand.

## Décès
- 13 décembre : Pál Kitaibel (né en 1757), botaniste et chimiste hongrois.